# Tarasa tenuis
Tarasa tenuis är en malvaväxtart som beskrevs av Antonio Krapovickas. Tarasa tenuis ingår i släktet Tarasa och familjen malvaväxter. Inga underarter finns listade i Catalogue of Life.